# Una sterminata domenica

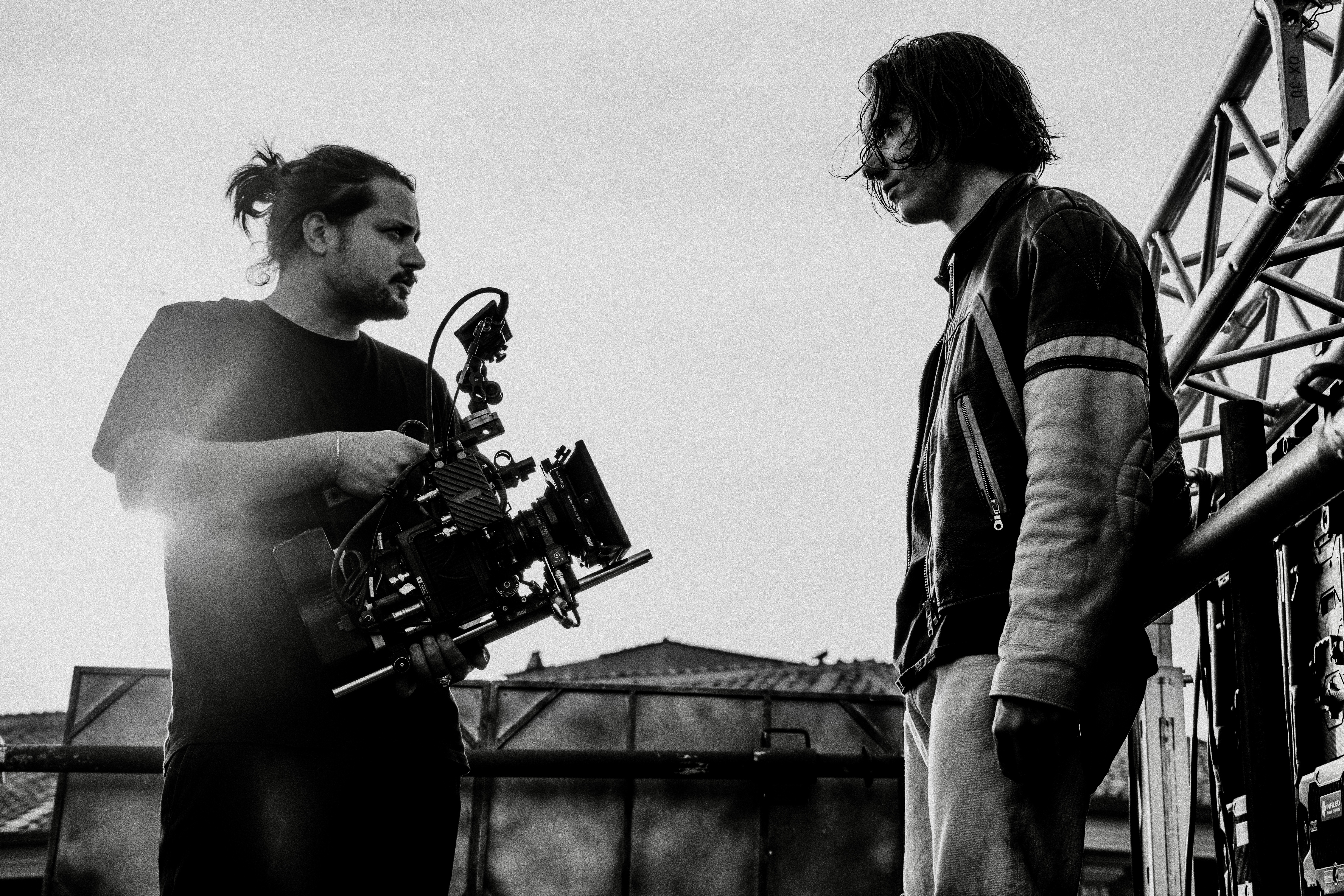
Alain Parroni e Enrico Bassetti sul set di "Una Sterminata Domenica"

Una sterminata domenica è un film del 2023 diretto da Alain Parroni, al suo esordio alla regia di un lungometraggio.

## Trama
Ronzando tra la campagna del litorale romano e la città eterna, Alex, Brenda e Kevin tentano di resistere a proprio modo all’inesorabile avanzare del tempo e del caldo. 
Le avventure sentimentali e la conquista dell’autonomia catalizzeranno passo dopo passo la corsa al grido violento “IO ESISTO”.

## Produzione
Le riprese sono iniziate il 17 ottobre 2022 ad Ardea e, dopo alcune interruzioni, sono terminate a Dicembre dello stesso anno, per un totale di cinque settimane. Il montaggio del film è iniziato a gennaio 2023 e la post-produzione è stata completata ad aprile 2023.
I tre protagonisti sono stati scelti poco prima dell'inizio delle riprese. Enrico Bassetti e Zacari Delmas, non essendo romani, non potevano improvvisare le linee di dialogo sul set, ma hanno trascorso del tempo nei luoghi del film per assorbire la maggiore spontaneità possibile.
La colonna sonora del film è stata curata dal musicista Shiro Sagisu, noto per il suo lavoro su Neon Genesis Evangelion e Bleach. Il contributo di Sagisu è stato reso possibile grazie al supporto dei produttori di Perfect Days, diretto da Wim Wenders, co-produttore di Una sterminata domenica, durante le fasi di ripresa a Tokyo.
I giornalieri, così come il montaggio del film, sono stati visionati in una sala digitale tramite un visore per la realtà virtuale, al fine di simulare al meglio il rapporto delle immagini girate con l'impatto visivo sul grande schermo. Questa scelta è stata pensata per immaginare una fruizione principalmente destinata alla sala cinematografica.
La scrittura del film è durata circa quattro anni ed è stata arricchita da anni di interviste a adolescenti del territorio in cui è ambientato, oltre a centinaia di disegni, bozzetti e modellini. Tutto ciò è avvenuto ancor prima che il film fosse ufficialmente messo in produzione da Fandango.

## Distribuzione
Il film è stato presentato in anteprima il 1º settembre 2023 nella sezione Orizzonti dell'80ª Mostra internazionale d'arte cinematografica di Venezia, venendo poi distribuito nelle sale cinematografiche italiane da Fandango a partire dal 14 settembre seguente.

## Riconoscimenti
- 2024 - Nastro d'argento
  - Nastro d'argento SIAE per la sceneggiatura
- 2023 - Mostra internazionale d'arte cinematografica[4][5]
  - Premio speciale della giuria Orizzonti
  - Premio FIPRESCI (Orizzonti e sezioni parallele)
- 2023 - Toronto International Film Festival
  - Selezione ufficiale
- 2023 - Busan International Film Festival
  - Selezione ufficiale nella categoria "Flash Forward"
- 2023 - International Filmfestival Mannheim-Heidelberg
  - Premio della Giuria Ecumenica
- 2023 - Designato Film della Critica dal Sindacato Nazionale Critici Cinematografici Italiani – SNCCI.
- 2024 - Dolly d'Oro Giuseppe De Santis - ad Alain Parroni come miglior regista esordiente dell'anno